# Tuupovaara
Tuupovaara est une ancienne commune de l'Est de la Finlande dans la région de Carélie du Nord.
Elle a été rattachée à la ville de Joensuu en même temps que la commune de Kiihtelysvaara le 1er janvier 2005. La municipalité avait une population de 2 176 habitants en 2003 et s'étendait sur 661,34 km2, dont 56,55 km2 d'eau. La commune avait pour unique langue officielle le finnois.